# Koolhoven F.K.30
Il Koolhoven F.K.30 Toerist fu un da turismo monomotore e monoplano sviluppato dall'azienda aeronautica olandese Koolhoven negli anni venti del XX secolo, rimasto allo stadio di prototipo.

## Storia del progetto
Dopo la sua costituzione, la produzione aeronautica della Nationale Vliegtuig Industrie di Den Haag non riscosse il successo sperato, nonostante fossero stati messi in produzione i modelli F.K.31, F.K.32, F.K.33 e F.K.34. Dopo il fallimento del programma relativo al caccia biposto F.K.35, la società entrò in una crisi irreversibile e fallì poco tempo dopo.
Frederick Koolhoven aveva sviluppato un nuovo velivolo da turismo ultraleggero, designato F.K.30, il cui prototipo fu costruito quando la società riprese vita con la nuova denominazione di NV Koolhoven Vliegtuigen. Proposto per la vendita agli aeroclub, il nuovo aereo andò in volo nel corso del 1927, nelle mani del proprietario Frederick Koolhoven, ma non suscitò l'interesse sperato. Venduto al presidente della International League of Aviators, Clifford B. Harmon, l'interessato non lo ritirò mai e il prototipo fu quindi demolito.

## Descrizione tecnica
Aereo da turismo, monoplano, monomotore, biposto. La fusoliera trasportava il pilota e il passeggero in un cabina aperta, a posti in tandem, simile a una vasca da bagno.
La configurazione alare prevedeva un'ala posta in posizione alta a parasole, posizionata dietro agli abitacoli, e collegata alla fusoliera da una serie di montanti che andavano a costituire anche un castello dove, in un apposito incavo dell'ala, veniva posizionato il propulsore che muoveva un'elica disposta in configurazione spingente. L'impennaggio di coda era del tipo classico monoderiva, dotato di piani orizzontali controventati, posizionati al di sopra della parte terminale della fusoliera. L'ala, compreso il motore, era stata progettata in modo da poter essere ruotata di 90° a terra, consentendo così di trasportare e immagazzinare più facilmente il velivolo.
Il carrello d'atterraggio era un triciclo classico a V, fisso, con le gambe principali attaccate con due coppie di montanti, una alla parte superiore e una alla parte inferiore della fusoliera, ed integrato posteriormente da un pattino d'atterraggio.
La propulsione era affidata ad un motore Siemens-Schuckertwerke erogante la potenza di 50 hp (37 kW) 50 hp (37 kW) che azionava un'elica bipala in configurazione spingente.

### Periodici
- (EN) A New Koolhoven Light Plane, in Flight. The Aicraft Engineer and Airship, n. 945, Kingsway, 3 february 1927,  p. 56.
- (EN) The Paris Aero Show 1926 part 2, in Flight. The Aicraft Engineer and Airship, n. 993, Kingsway, 12 january 1928,  p. 19.